# Bonert
Bonert (dansk) eller Bohnert (tysk) er en landsby i det nordlige Tyskland, beliggende sydøst for Slien på halvøen Svans i Sydslesvig. Landsbyen tilhører Kosel kommune (Rendsborg-Egernførde Kreds). I den danske tid hørte landsbyen under Kosel Sogn (Risby Herred). På ældre dansk findes også formen Bonum.

## Historie
Bonert blev første gang nævnt 1352 som Boner. Senere findes formen Bonum. Stednavnet betyder blank eller hvid (sml. germ. *bon). I nærheden af Bonert på en lille halvø ved Mysunde Nors østlige bred og tæt på højen Buborg lå det såkaldte Kapel til den mørke stjerne (eller finis terrae≈verdens ende), som menes at være opført for at sone Erik Plovpennings mord, som foregik på Slien i 1250. Til kapellet valfartes i lang tid, og da kapellet nedbrudtes, blev materialerne anvendt til kirken i Risby. Den lille halvø bærer op til i dag navnet Den mørke Stjerne (Finsterstern). Tæt på Buborg ligger den forhenværende Kongsborg, som byggedes 1415 af Erik af Pommern og 1417 forgæves blev belejret af holstenerne 
Lidt længere mod Slien ligger Kelkjær (Kehlkahr) og Hylsen (Hülsen). Sidstnævnte stednavn betyder hylse (fra tysk Hülse, svensk hylsa, norsk hylse, beslægtet med hylle, her i betydning af blomsterhylster) og henviser til kristtorn, som findes flere steder i det østlige Jylland i bøgeskove og krat - såsom også nede ved Slien. På angeldansk kaldtes kristtorn også for hyffel  og høffel . Hylsen er et tidligere kådnersted (husmanssted), nu er der et sommerhusområde med marina (lystbådehavn).
Nord for Bonertmark (Bohnertfeld) ved grænsen til Risby kommune ligger halvøen Hagehoved (Hakenhöft), hvor der før fandtes et stort teglværk. Tidligere var der en færgeforbindelse fra Hagehoved til Ulsnæs Strand.